# Кардио-пулмонарна първа помощ
Кардио-пулмонарна първа помощ е спешна процедура на сърдечен масаж и изкуствено дишане при установяване на (внезапна) загуба на съзнание поради спиране на кръвообращението или дишането (или и двете). Може да се извърши като в медицинско заведение от специално обучен персонал, така и в извънболнични условия от лица, преминали кратки курсове на обучение.
Нарича се още Реанимация (лат. reanimatio, „оживяване“, „връщане към живот“). С развитието на методите на реанимацията се занимава науката реаниматология.

Процедурата съчетава ритмичен физически натиск върху гръдния кош за създаване на достатъчно кръвообращение за поддържане окисляване на мозъка с изкуствено дишане. Натискът върху гръдния кош създава условия за някакво минимално кръвообращение. В повечето случаи целта е да се възстанови кислородното подаване до мозъка за евентуално излизане от шоковото състояние. Често така се печели време, докато се донесе дефибрилатор - апарат за дефибрилация (сърдечен електрошок). Навременно дефибрилиране може да върне сърдечния ритъм и да възстанови кръвообращението и дишането. Целта на дефибрилацията е да спре за кратко време всички възбудени ритмогенни клетки, за да се даде възможност на основния сърдечен такт генератор в този момент да подаде организиран ритъм. 
Изкуственото дишане е ритмично подаване на въздух към белите дробове посредством специален резервоар на кислородна смес или „уста в нос“ или „уста в уста“, при което спасителите обдишват с инертния въздух (богат на неупотребен кислород), намиращ се от устната кухина до бронхите на спасителя, изпадналия в безсъзнание. Без навременно отстраняване на причините за безсъзнание, били те нарушени дихателни пътища или сърдечен ритъм, възстановяване на съзнанието на пациента е малко вероятно.
Най-честите причини за спиране на кръвообращението и дишането и изпадане в състояние на клинична смърт са сърдечна фибрилация, хаотични опити на множество различни миокардни клетки да активират сърдечния цикъл, което резултира в безразборни мускулни контракции. Преустановяване на дишането също може да доведе до спиране на сърцето поради натрупването на въглероден двуокис в кръвта, увеличаващ киселинността на кръвта и липса на кислород в края на електронно транспортната верига при генериране на АТФ в митохондриите. Спиране на дишането може да се получи при задавяне (с твърд предмет или течност), травма, асфиксия, отравяне, инсулт и други.
Процедурата се провежда по алгоритми според нивото на медицинска подготовка на даващия първа помощ.
Алгоритъмът на първата помощ се състои от 3-4 етапа, всеки от по няколко стъпки.

## Дихателни пътища
Първият етап е установяване на отворени дихателни пътища.
-1- Първата стъпка е повдигане на брадичката за освобождаване на дихателните пътища от отпуснатия върху стената на фаринкса мускул на езика.
-2- Втората стъпка е проверяване отвореността на горните дихателни пътища за установяване присъствие на блокада от външен обект. Това може да стане с пръст или неостър предмет.

## Дишане

### 1
Установяване на дишането с ухо до устата на изпадналия в безсъзнание, за да се чуе или усети движението на въздуха навътре или навън.

### 2
При установяване на липса на дишане спасителят дава две обилни обдишвания преди да пристъпи към следващия етап.

## Кръвообращение

### 1. каротиден пулс
С показалец и среден пръст върху сънната артерия, намираща се встрани от трахеята под челюстта, спасителят установява наличието или отсъствието на пулс.

### 2. други пулсове
Алтернативни места за проверка на пулса са бедрената артерия в свивката на крака при слабините, или брахиалната артерия.

### 3. наличие на пулс
При наличие на пулс и отсъствие на дишане спасителят фокусира върху обдишване на жертвата.

### 4. отсъствие на пулс
При отсъствие на пулс се пристъпва към сърдечен масаж.

### Сърдечен масаж

#### двама спасители
При наличието на двама спасители единият се грижи за установяване на дишането, а вторият – за повикване на помощ, след което за сърдечните компресии (масаж). При липса на втори спасител, ако пострадалият е с размери на възрастен, първата грижа е да се извика Бърза помощ, за да се дефибрилира пострадалият колкото се може по-скоро (ако това е нужно). Ако пострадалият е дете, често причините за безсъзнание са респираторни (поради спиране на дишането) и своевременно изкуствено дишане може да възвърне сърдечната и дихателна функция (при липса на масивна травма или мозъчен инсулт). При деца се препоръчва сърдечен масаж и обдишване в рамките на една минута и чак след това звънене на телефон за Бърза помощ.

#### един спасител
При наличието на само един спасител след повикване на Бърза помощ спасителят се съсредоточава върху сърдечния масаж. Съвременният подход препоръчва усърден и дълбок сърдечен масаж от 100 компресии в минута, с дълбочина 1/5 – 1/4 от размера на гръдния кош. Ако спасителят не може да обдишва пострадалия, компресиите са най-важният елемент от даването на първа помощ. Натискът върху гръдния кош при добра компресия създава скромно отрицателно налягане, което позволява някакъв газообмен. При първото наличие на дефибрилатор всякакви масажи и обдишвания се прекратяват, за да се позволи на дефибрилатора да възстанови сърдечния ритъм.

## Диференциална диагноза
Квалифициран медицински екип или спасител търси причината за настъпилото безсъзнание. В много случаи отстраняване на първопричината може да възвърне пострадалия към живот. Такива причини са кръвоизлив, отрови, нарушаване нивата на плазмените електролити, особено на калия и магнезия, травма, тампонада, пневмоторакс и други.